# ستيفن ر. غريغ
ستيفن ر. غريغ (بالإنجليزية: Stephen R. Gregg)‏ هو عسكري أمريكي، ولد في 1 سبتمبر 1914 في نيويورك في الولايات المتحدة، وتوفي في 4 فبراير 2005.